# Inhibitor dihidrofolat sintaze
Inhibitor dihidrofolat sintaze je lek koji inhibira dejstvo dihidropteroat sintetaze. Većina jedinjenja ove grupe su sulfonamidi.
U bakterijama, antibakterijski sulfonamidi deluju kao kompetitivni inhibitori enzima dihidropteroat sintetaza, DHPS. DHPS kataliyuje konverziju PABA (para-aminobenzoata) do dihidropteroata, što je ključni korak u sintezi folata. Folat je neophodan za sintezu nukleinskih kiselina (nukleinske kiseline su gradivni blokovi DNK i RNK), i u njihovom odsustvu ćelije ne mogu da se dele. It tog razloga sulfonamidni antibiotici imaju bakteriostatičko umesto baktericidnog dejstva.

## Upotreba
Folat se ne sintetiše u ćelijama sisara, nego se unosi putem hrane. To je razlog za selektivnu toksičnost tih lekova u bakterijskim ćelijama. Ovi antibiotici se koriste za tretiranje pneumocystis jiroveci pneumonija, infekcija urinarnog trakta, i šigeloza.